# La Haye-du-Puits
La Haye-du-Puits är en kommun i departementet Manche i regionen Normandie i norra Frankrike. Kommunen ligger i kantonen La Haye-du-Puits som tillhör arrondissementet Coutances. År 2018 hade La Haye-du-Puits 1 468 invånare.

## Befolkningsutveckling
Antalet invånare i kommunen La Haye-du-Puits
| Referens: INSEE |